# Cymothoe marmorata
Cymothoe marmorata är en fjärilsart som beskrevs av Sharpe 1904. Cymothoe marmorata ingår i släktet Cymothoe och familjen praktfjärilar. Inga underarter finns listade i Catalogue of Life.